# ریکی سای
ریکی سای (انگلیسی: Rick Tsai) (زاده ۱۹ آوریل ۱۹۵۱) کارآفرین، بازرگان و مدیر ارشد اجرایی تایوانی است، که در حال حاضر به‌عنوان رئیس هیئت مدیره شرکت چانگهوا تلکام فعالیت می‌کند.